# کریم تپه
کریم تپه مربوط به دوران‌های تاریخی پس از اسلام است و در شهرستان آزادشهر، بخش مرکزی، روستای قزلجه آق امام واقع شده و این اثر در تاریخ ۳۰ تیر ۱۳۸۴ با شمارهٔ ثبت ۱۲۲۴۳ به‌عنوان یکی از آثار ملی ایران به ثبت رسیده است.